# Anhimidae
Famille
La famille des Anhimidae est celle des Kamichis, oiseaux à l'allure d'échassiers, grands (de 76 à 95 cm), aux pattes longues et robustes. Ils ne possèdent pas de palmure interdigitale bien développée, bien qu'on puisse apercevoir des vestiges de palmes juste entre le début de chaque doigt ; la tête et le bec sont petits et crochus. L'intérieur de leur bec possède un vestige des lamelles qui caractérisent les Ansériformes. Leur cri est très bruyant. Chacun de leurs ailes présente des éperons, vestiges des griffes hérités des dinosaures théropodes, qui leur servent à se défendre et attaquer en cas de besoin.
Ils vivent en Amérique du Sud, dans les marais, les forêts et les savanes, du Venezuela à l'Argentine. Ces animaux solitaires ne migrent pas. Ils sont essentiellement végétariens ; cependant, ils peuvent consommer différents insectes.

## Position systématique
Originellement classés parmi les Gruiformes, ils sont actuellement classés parmi les Anseriformes en se basant sur des caractéristiques morphologiques, comme l'intérieur du bec, et sur des analyses génétiques. Ils sont, en fait, relativement proches du Canaroie semipalmé, qui est considéré par certains comme une forme transitoire entre eux et les autres Anseriformes, notamment les anatidés dont font partie les canards, les oies et les cygnes.

## Étymologie
Le nom « Kamichi » dérive d'une langue caribe, le terme « kamityi » est attesté dans au moins une de ces langues.

## Liste des genres et des espèces
D'après la classification de référence (version 15.1, 2025) du Congrès ornithologique international (ordre phylogénique) :
- Anhima Brisson, 1760
  - Anhima cornuta (Linnaeus, 1766) — Kamichi cornu
- Chauna Illiger, 1811
  - Chauna chavaria (Linnaeus, 1766) — Kamichi chavaria
  - Chauna torquata Oken, 1816 — Kamichi à collier